# Численность зороастрийцев по странам мира
Зороастризм является одной из древнейших в мире монотеистических религий. Зороастризм имеет историю, восходящую от 600 года до н.э., а возможно, и более, чем от 1000 года до н.э. Общее количество практикующих в настоящее время зороастрийцев неизвестно, но по разным оценкам, их число составляет от около 125,000 — до более, чем 300,000 последователей. Большинство зороастрийцев живут в местах своего традиционного расселения: Индия, Пакистан, Иран, Афганистан и Азербайджан. В настоящее время, в связи с иммиграцией, зачастую вызванной религиозной нетерпимостью на родине, значительная часть зороастрийского населения живёт в таких местах, как Северная Америка, Великобритания, страны Персидского залива, Океания и Сингапур. Парсы и иранские зороастрийцы являются одними из самых известных и многочисленных групп, которые, до сих пор практикуют свою религию. Исторически зороастризм был широко распространен на значительной части Центральной Азии, Анатолии, Вавилона и на его родине — в Персии.

## Демография по странам
Цифры ниже основаны на исследовании Федерации зороастрийских ассоциаций Северной Америки, а также этнографических исследованиях парсской и других зороастрийских этнорелигиозных общин.
| Страна                                  | Число зороастрийцев |
| --------------------------------------- | ------------------- |
| Индия                                   | 61 000              |
| Иран                                    | 25 271              |
| США                                     | 14 405              |
| Канада                                  | 10 000              |
| Центральная Азия                        | 10 000              |
| Великобритания                          | 5500                |
| Сингапур                                | 372                 |
| Пакистан                                | 4235                |
| Австралия                               | 2577                |
| Афганистан                              | 2000                |
| Арабские государства Персидского Залива | 1900                |
| Новая Зеландия                          | 1232                |
| Европа                                  | около 1000          |
| Всего                                   | около 200 000       |